# Messaoud Belloucif
Messaoud Belloucif, né à El Khroub en Algérie le 30 novembre 1940, mort le 28 septembre 2023, est un footballeur algérien.

## Biographie
International algérien de 1964 à 1968, il a notamment joué la Coupe d'Afrique des Nations 1968. Il compte 21 capes en équipe nationale.
- Premier match le 1/11/1964:  Algérie - U.R.S.S (0-1)
- Dernier match le 29/12/1968:  Tunisie - Algérie (0-0)
- Nombre de matchs joués: 21  (plus 19 matchs d'application)
- Participation à la Coupe d'Afrique des Nations de 1968
- Participation aux Jeux Méditerranéens de 1967
- Participation aux Jeux Africains de 1965